# Campeonato Mundial de Ciclismo en Ruta de 1963

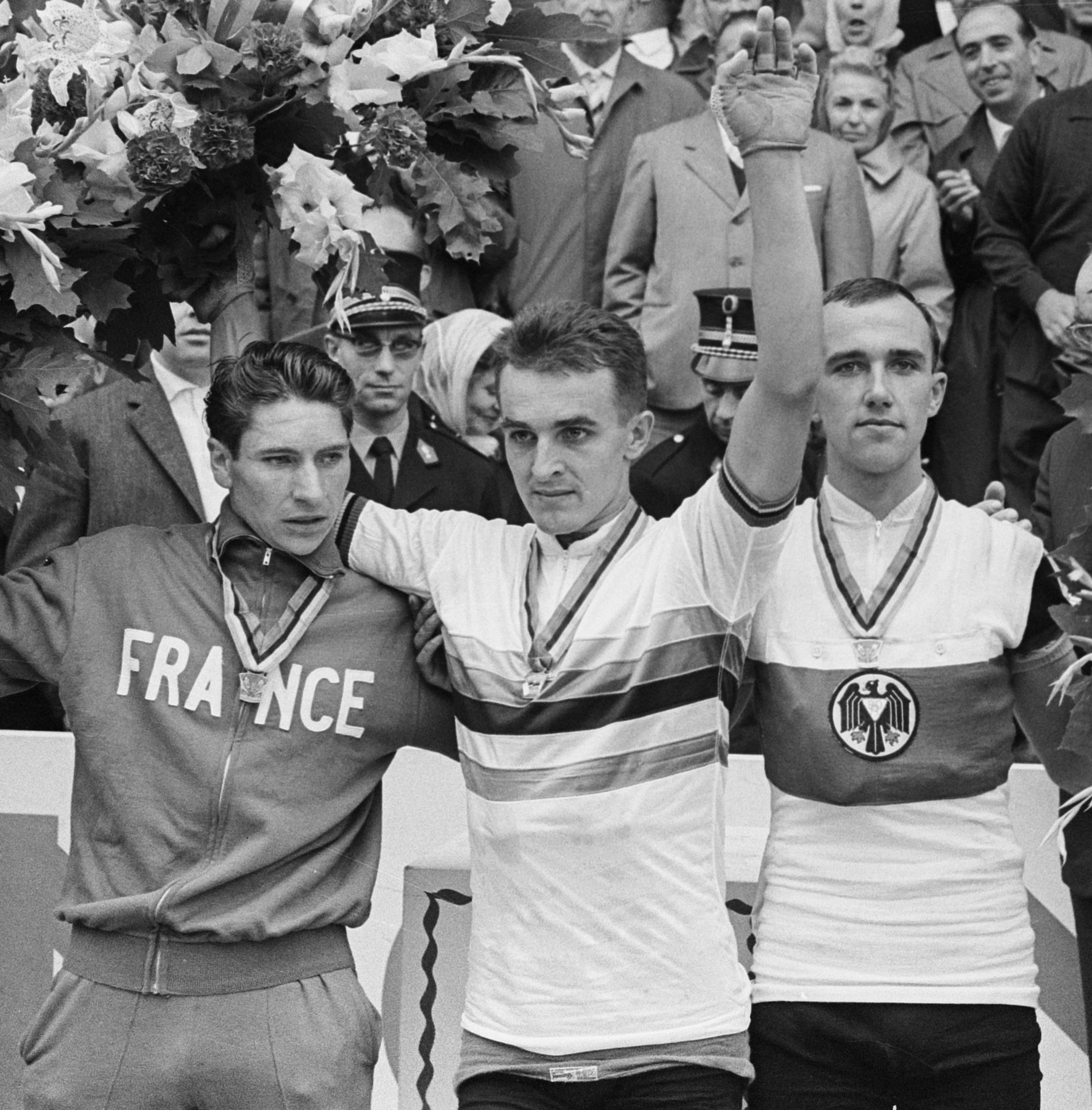
El pódium en la prueba amateur

Los Campeonatos del mundo de ciclismo en ruta de 1963 se celebró en la localidad belga de Ronse el 10 y 11 de agosto de 1963.

## Resultados
| Evento                     | Oro                                                                        | Oro            | Plata                                                                 | Plata | Bronce                                                                                | Bronce |
| -------------------------- | -------------------------------------------------------------------------- | -------------- | --------------------------------------------------------------------- | ----- | ------------------------------------------------------------------------------------- | ------ |
| Pruebas masculinas         |                                                                            |                |                                                                       |       |                                                                                       |        |
| Hombres - carrera en línea | Benoni Beheyt · Bélgica                                                    | 7 h 25 min 26s | Rik Van Looy · Bélgica                                                | m.t.  | Jo De Haan · Países Bajos                                                             | m.t.   |
| Contrerreloj por equipos   | Francia Michel Bechet Dominique Motte Marcel Ernest Bidault Georges Chappe | 2h 05' 45"     | Italia · Mario Maino · Pasquale Fabbri · Danilo Grassi · Dino Zandegu | + 37" | Unión Soviética Viktor Kapitonov Gainan Saidschushin Yuri Melichov Anatoli Olizarenko | + 38"  |
| Amateur - carrera en línea | Flaviano Vicentini · Italia                                                | 5h 10' 20"     | Francis Bazire Francia                                                | m.t.  | Winfried Bölke Alemania Occidental                                                    | m.t.   |
| Pruebas femeninas          |                                                                            |                |                                                                       |       |                                                                                       |        |
| Mujeres - carrera en línea | Yvonne Reynders · Bélgica                                                  | 2h 03' 18"     | Rosa Sels · Bélgica                                                   | m.t.  | Aino Púronen Unión Soviética                                                          | m.t.   |